# Liga Dekmeijere
Liga Dekmeijere (nació el 21 de mayo de 1983) es una jugadora detenis letona.
Dekmeijere ha ganado un título de dobles en la WTA Tour, así como 19 títulos de dobles en el ITF. El 26 de agosto de 2002, alcanzó su mejor ranking de individual en cual fue la número 287 del mundo. El 5 de abril de 2010, alcanzó el puesto número 54 en el ranking de dobles.
Dekmeijere ganó su único título de la WTA en el Cachantún Cup de 2008, entrando al evento de dobles junto a la Polaca Alicja Rosolska, derrotaron a Mariya Koryttseva y Julia Schruff en la final.
Jugó por Letonia en la Fed Cup, Dekmeijere tiene un registro de victorias y derrotas de 14-16.

## Títulos WTA

### Dobles (1)
| Leyenda: Antes de 2009 | Leyenda: A partir de 2009 |
| ---------------------- | ------------------------- |
| Grand Slam (0)         |                           |
| WTA Championships (0)  |                           |
| Tier I (0)             | Premier Mandatory (0)     |
| Tier II (0)            | Premier 5 (0)             |
| Tier III (1)           | Premier (0)               |
| Tier IV & V (0)        | International (0)         |

| N.º | Fecha                 | Torneos      | Superficie    | Pareja          | Oponentes                       | Resultado |
| --- | --------------------- | ------------ | ------------- | --------------- | ------------------------------- | --------- |
| 1.  | 17 de febrero de 2008 | Viña del Mar | Tierra batida | Alicja Rosolska | Mariya Koryttseva Julia Schruff | 7–5, 6–3  |

#### Finalista (6)
| N.º | Fecha                  | Torneos          | Superficie    | Pareja              | Oponentes                           | Resultado           |
| --- | ---------------------- | ---------------- | ------------- | ------------------- | ----------------------------------- | ------------------- |
| 1.  | 6 de noviembre de 2005 | Quebec           | Dura (i)      | Ashley Harkleroad   | Anastasia Rodionova Elena Vesnina   | 7–6(4), 4–6, 2–6    |
| 2.  | 13 de enero de 2006    | Canberra         | Dura          | Claire Curran       | Marta Domachowska Roberta Vinci     | 6–7(5), 3–6         |
| 3.  | 20 de junio de 2008    | 's-Hertogenbosch | Césped        | Angelique Kerber    | Marina Erakovic Michaëlla Krajicek  | 3–6, 2–6            |
| 4.  | 19 de abril de 2009    | Charleston       | Tierra batida | Patty Schnyder      | Bethanie Mattek-Sands Nadia Petrova | 7–6(5), 2–6, [9–11] |
| 5.  | 15 de enero de 2011    | Hobart           | Dura          | Kateryna Bondarenko | Sara Errani Roberta Vinci           | 3–6, 5–7            |
| 6.  | 25 de agosto de 2012   | Dallas           | Dura          | Irina Falconi       | Marina Erakovic Heather Watson      | 3–6, 0–6            |